# Monhystera dubicola
Monhystera dubicola är en rundmaskart som beskrevs av Stephen Donald Hopper och Meyers 1967. Monhystera dubicola ingår i släktet Monhystera och familjen Monhysteridae. Inga underarter finns listade i Catalogue of Life.